# Combon
Combon ist eine französische Gemeinde mit 822 Einwohnern (Stand: 1. Januar 2022) im Département Eure in der Region Normandie. Sie gehört zum Arrondissement Bernay und zum Kanton Brionne.

## Geographie
Combon liegt etwa 20 Kilometer westnordwestlich von Évreux. Umgeben wird Combon von den Nachbargemeinden Épreville-près-le-Neubourg im Norden, Le Tremblay-Omonville im Nordosten, Sainte-Colombe-la-Commanderie im Osten, Le Tilleul-Lambert im Osten und Südosten, Émanville im Süden, Le Plessis-Sainte-Opportune im Südwesten und Westen, Bray im Westen sowie Écardenville-la-Campagne im Nordwesten.

## Bevölkerungsentwicklung
| Jahr                       | 1962 | 1968 | 1975 | 1982 | 1990 | 1999 | 2006 | 2019 |
| Einwohner                  | 465  | 451  | 462  | 500  | 554  | 567  | 700  | 819  |
| Quellen: Cassini und INSEE |      |      |      |      |      |      |      |      |

## Sehenswürdigkeiten
- Kirche Notre-Dame aus dem 12. Jahrhundert, Umbauten aus dem 14. und 18. Jahrhundert
- Herrenhaus Boiscard aus dem 17./18. Jahrhundert
- Herrenhaus Neuville aus dem 17. Jahrhundert

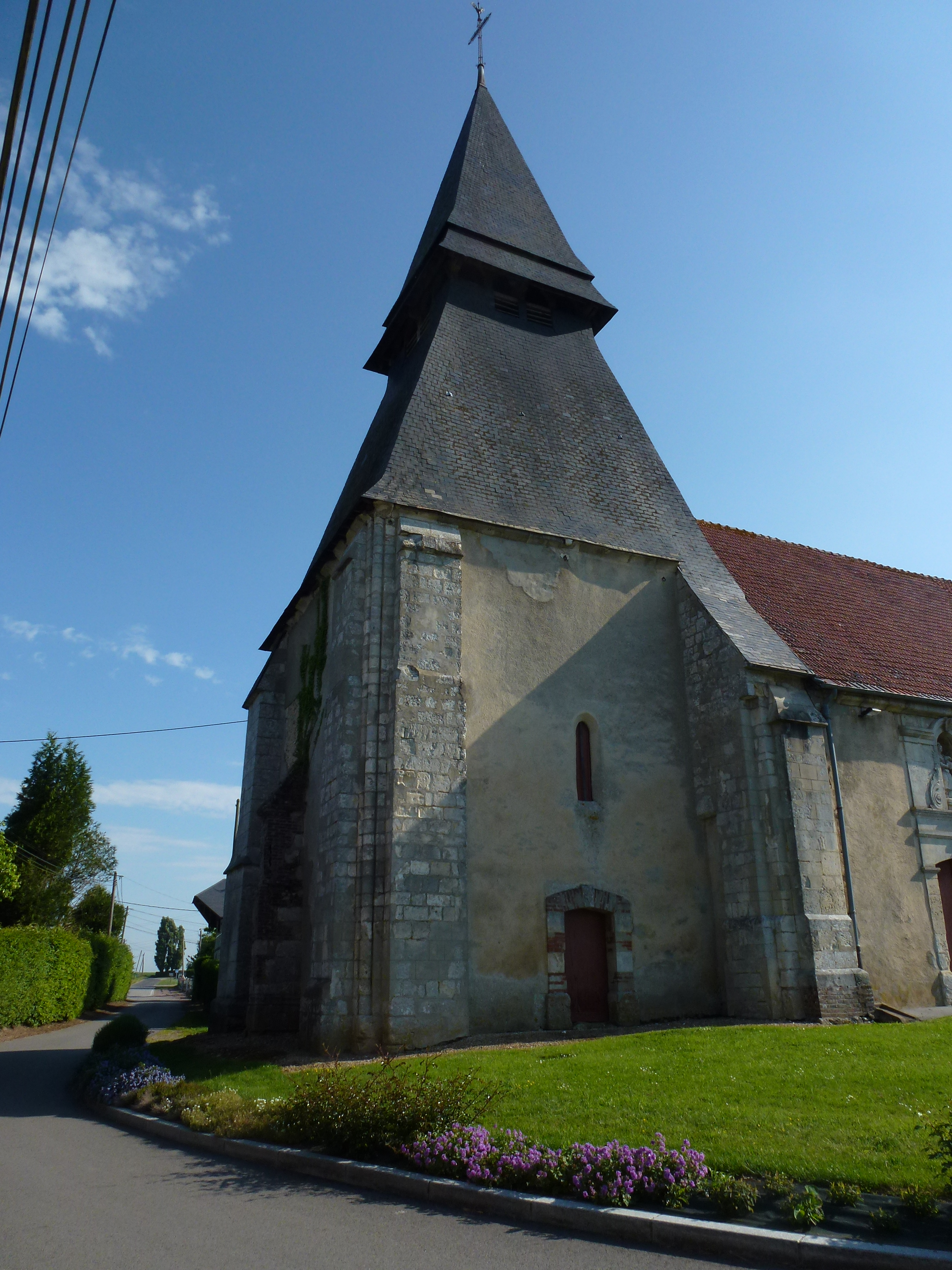
Kirche Notre-Dame